# Okka von der Damerau
Okka von der Damerau (* in Hamburg) ist eine deutsche Opern-, Konzert- und Liedsängerin (Mezzosopran).

## Leben

### Entwicklung als Opernsängerin
Okka von der Damerau entstammt einer alten westpreußischen-pommerellischen Adelsfamilie und war nach ihrem Abitur zunächst als Hörgeräteakustikerin tätig und erarbeitete sich nebenher die Voraussetzungen für ein Hochschulstudium. Sie studierte dann in Rostock und Freiburg Gesang und war anschließend von 2006 bis 2010 Ensemblemitglied der Staatsoper Hannover, wo sie kleinere Rollen wie die 3. Dame in der Zauberflöte und Tisbe in La Cenerentola darstellte.
Von 2010 bis 2021 war Okka von der Damerau Ensemblemitglied der Bayerischen Staatsoper und wirkte an zahlreichen Produktionen dieses Hauses und der Münchner Opernfestspiele mit, zunächst in kleinen und mittleren, dann auch in größeren, überwiegend dramatisch ausgerichteten Rollen.  Besondere Beachtung bei Kritik und Publikum fanden ihre Debüts als Ulrica im Maskenball und insbesondere als Darstellerin in Opern von Richard Wagner. Auch andere Opernhäuser engagierten sie für Wagnerpartien in der Alt- bzw. tiefen Mezzosopranlage, die sie u. a. auch bei den Bayreuther Festspielen, an der Lyric Opera of Chicago, der Wiener Staatsoper und dem Staatstheater Stuttgart darstellte. Neben ihrem Schwerpunkt im Wagnerfach pflegt sie ein vielseitiges Repertoire in Werken von Komponisten der Romantik und Moderne.

### Opernrollen und Engagements (Auswahl)
| Debüt in   | Rolle                                         |                                                                                               |
| ---------- | --------------------------------------------- | --------------------------------------------------------------------------------------------- |
| 2010-12    | Hänsel (Hänsel und Gretel)                    | Bayerische Staatsoper                                                                         |
| 2011-03    | Suzuki (Madama Butterfly)                     | Bayerische Staatsoper                                                                         |
| 2012-01    | Mary (Der fliegende Holländer)                | Bayerische Staatsoper                                                                         |
| 2012-02/06 | Floßhilde (Das Rheingold, Götterdämmerung)    | Bayerische Staatsoper                                                                         |
| 2013-04    | Emilia (Otello)                               | Bayerische Staatsoper                                                                         |
| 2013-05    | Charlotte (Die Soldaten)                      | - Bayerische Staatsoper - Mailänder Scala (Jan. 2015)                                         |
| 2014-09    | Haushälterin (Die schweigsame Frau)           | Bayerische Staatsoper                                                                         |
| 2015-02    | Erda (Das Rheingold)                          | - Bayerische Staatsoper - Lyric Opera of Chicago (Okt. 2016) - Wiener Staatsoper (April 2017) |
| 2015-03    | Waltraute (Götterdämmerung)                   | Bayerische Staatsoper                                                                         |
| 2015-06    | Geneviève (Pelléas et Mélisande)              | Bayerische Staatsoper                                                                         |
| 2016-03    | Ulrica (Un ballo in maschera)                 | Bayerische Staatsoper                                                                         |
| 2016-05    | Magdalene in (Die Meistersinger von Nürnberg) | Bayerische Staatsoper                                                                         |
| 2016-11    | Anna (Les Troyens)                            | Lyric Opera of Chicago                                                                        |
| 2017-04    | Brangäne (Tristan und Isolde)                 | - Bayerische Staatsoper - Staatsoper Hannover (Okt. 2018)                                     |
| 2017-05    | Erda (Siegfried)                              | - Wiener Staatsoper - Bayerische Staatsoper (Jan. 2018) - Bayreuther Festspiele (Juli 2022)   |
| 2017-12    | Gertrud (Hänsel und Gretel)                   | Bayerische Staatsoper                                                                         |
| 2017-12    | Prinz Orlofsky (Die Fledermaus)               | - Bayerische Staatsoper - Wiener Staatsoper (Dez. 2020)                                       |
| 2018-03    | Botin (Das Wunder der Heliane)                | Deutsche Oper Berlin                                                                          |
| 2018-09    | Ortrud (Lohengrin)                            | Staatstheater Stuttgart                                                                       |
| 2019-06    | Azucena (Il trovatore)                        | St. Galler Festspiele                                                                         |
| 2019-11    | Fricka (Die Walküre)                          | De Nationale Opera, Amsterdam                                                                 |
| 2020-11    | Ježibaba (Rusalka)                            | Teatro Real, Madrid                                                                           |
| 2022-04    | Brünnhilde (Die Walküre)                      | Staatstheater Stuttgart                                                                       |
| 2023-03    | Ariadne (Ariadne auf Naxos)                   | Bayerische Staatsoper                                                                         |

### Wirken als Konzertsängerin
Zu ihrem Konzertrepertoire zählen die Altsolopartien von Arnold Schönbergs Gurre-Liedern (Waldtaube), der 2. Sinfonie und 3. Sinfonie von Gustav Mahler, ferner dessen Kindertotenlieder und Lied von der Erde, die Alt-Rhapsodie von Johannes Brahms, Richard Wagners Wesendonck-Lieder, Ludwig van Beethovens Missa solemnis und zahlreiche Oratorien aus Klassik und Romantik. Als Liedsängerin mit Klavierbegleitung pflegt sie vor allem romantisches Repertoire (Schubert, Brahms, Mahler).

## Preise und Auszeichnungen
- Sonderpreis der Jury beim 5. Internationalen Gesangswettbewerb für Wagnerstimmen in Venedig 2006
- Festspielpreis der Münchner Opernfestspiele 2012[35]

## Diskografie
- Giuseppe Verdi, Un ballo in maschera mit Okka von der Damerau als Ulrica. Bayerische Staatsoper, Ltg. Zubin Mehta, Regie Johannes Erath. DVD/Blu-ray erschienen 2017 bei CMajor.
- Lieder im Volkston, gesungen von Regula Mühlemann, Sopran, Okka von der Damerau, Alt, Wolfgang Schwaiger, Bariton, Tareq Nazmi, Bass; am Klavier: Adrian Baianu. CD erschienen 2017 bei Oehms Classics.
- Frank Martin: Die Weise von Liebe und Tod des Cornets Christoph Rilke für Alt & Kammerorchester. Okka von der Damerau, Philharmonia Zürich unter Fabio Luisi. CD erschienen 2017 bei Philharmonia Records.